# Psychotria dalzellii
Psychotria dalzellii är en måreväxtart som beskrevs av Joseph Dalton Hooker. Psychotria dalzellii ingår i släktet Psychotria och familjen måreväxter. Inga underarter finns listade i Catalogue of Life.